# Mr. Scruff
Mr. Scruff, pseudonimo di Andy Carthy (Macclesfield, 10 febbraio 1972), è un musicista, disc jockey e produttore discografico britannico.

## Biografia
Il suo primo incontro con il mixing avviene nel 1984 (aveva 12 anni), quando un amico dei suoi genitori gli fece ascoltare alcune delle registrazioni electro dello zio, considerando che erano registrate alla Streetsounds LP sotto il nome di "Crucial Electro Volume 2". All'inizio, Andy pensò che il motivo per cui non c'erano pause tra le canzoni fosse che così si sarebbe potuta sfruttare di più la capienza del vinile.

## Discografia

### Album in studio
- 1997 – Mr. Scruff
- 1999 – Keep It Unreal
- 2002 – Trouser Jazz
- 2005 – Mrs. Cruff
- 2008 – Ninja Tuna
- 2009 – Keep It Unreal (10th Anniversary Analogue Remaster Edition)
- 2009 – Bonus Bait
- 2014 – Friendly Bacteria